# Kazimierz Rouppert
Kazimierz Stefan Rouppert (ur. 1 września 1885 w Warszawie, zm. 11 lipca 1963 w Londynie) – polski botanik, członek władz Rady Okręgowej Obozu Zjednoczenia Narodowego w Krakowie w 1937 roku. 

## Życiorys
Syn Henryka i Teodory z Chełchowskich. Brat Stanisława. Był czynnym członkiem Akademickiego Klubu Turystycznego we Lwowie. W 1926 pracował naukowo w Bogorze (Jawa). Od 1912 był współpracownikiem Komisji Fizjograficznej Akademii Umiejętności (od 1918 Polskiej Akademii Umiejętności). W latach 1919–1939 profesor Uniwersytetu Jagiellońskiego. 
Autor wielu prac, głównie z zakresu mykologii oraz anatomii, patologii i teratologii roślin. Współpracował z organizacjami rolniczymi, zwłaszcza w zakresie ochrony roślin, której był popularyzatorem i propagatorem. Organizator polskiego życia naukowego na obczyźnie – w Tel Awiwie (1941–1945) i w Wielkiej Brytanii (od 1947). Członek założyciel Polskiego Towarzystwa Naukowego na Obczyźnie.
Jeden z odkrytych przez siebie gatunków grzybów nazwał na cześć wuja Stanisława Chełchowskiego Lachnea chelchowskiana.
Pochowany na cmentarzu Rakowickim w Krakowie.

## Ordery i odznaczenia
- Krzyż Komandorski Orderu Odrodzenia Polski (10 listopada 1938)[5]
- Złoty Krzyż Zasługi (9 listopada 1932)[6]